# Jamal Mayers
Jamal Mayers, född 24 oktober 1974 i Toronto, Ontario, är en kanadensisk före detta professionell ishockeyspelare som spelade i NHL för Chicago Blackhawks. Han spelade innan dess även för St. Louis Blues, Toronto Maple Leafs, Calgary Flames och San Jose Sharks. Under tiden i Maple Leafs så bar Myers tröjnummer 21, som tidigare burits av legendaren Börje Salming. 
Mayers gjorde störst nytta i det defensiva spelet. Hans facit fram till och med säsongen 2007–08 lydde på 515 matcher, 59 mål, 72 assist och totalt 131 poäng.
Under strejken i NHL säsongen 2004–05 spelade Mayers 19 matcher för Hammarby IF i Allsvenskan. Jamal Mayers fanns med i det kanadensiska landslaget under VM 2007 i Ryssland som vann guldet.  
Han vann Stanley Cup med Chicago Blackhawks 2013. Den 13 december 2013 meddelade Mayers officiellt att han avslutar sin karriär som spelare.